# Will Thorne
William James Thorne CBE (8 de octubre de 1857 - 2 de enero de 1946) fue un sindicalista y activista británico y uno de los primeros miembros laboristas del Parlamento.

## Primeros años
Thorne nació en Hockley, Birmingham, el 8 de octubre de 1857. Su padre y otros familiares trabajaban como ladrilleros. El padre de Thorne murió en una pelea cuando Thorne tenía sólo siete años. Thorne comenzó a trabajar a la edad de seis años, girando una rueda para una hilandería de cuerdas y cordeles, trabajando desde las seis de la mañana hasta las seis de la noche, con un descanso de media hora para el desayuno y una hora para la cena. Thorne recuerda que cuando el hilandero quiso reducir su salario de 2 chelines y 6 peniques a 2 chelines, "se declaró en huelga" y nunca regresó al trabajo.
La familia estaba en situación de pobreza. La madre de Thorne y sus tres hermanas trabajaban todas las horas cosiendo ganchos y ojales. "Fue aquí donde tuve una experiencia íntima con el trabajo sudoroso", comentó sin ironía. Thorne aceptó un trabajo con su tío en una fábrica de ladrillos y tejas, y más tarde, en otra fábrica de ladrillos más alejada. A la edad de nueve años, Thorne recordaba: "mi madre me levantaba a las cuatro de la mañana todas las mañanas para darme el desayuno". Fue una caminata de cinco millas hasta el trabajo.

Finalmente tuve que dejar este trabajo porque mi madre decía que el trabajo era demasiado duro y la distancia demasiado larga para caminar todas las mañanas y todas las noches.

Recuerdo que me dijo que perdería los 8 chelines semanales; alguien tendría que quedarse corto. Pero no servía de nada que el trabajo que estaba haciendo me matara lentamente y me estaba dejando jorobado. No fue hasta que estuve ausente del trabajo durante varias semanas que pude recuperarme.

La rebelión de mi madre contra la forma en que trabajaban conmigo es la rebelión de muchas madres. Es la rebelión que siento y continuaré.
Will Thorne, My Life's Battles, p19

## Carrera política
Thorne sirvió durante muchos años en el Ayuntamiento de West Ham y fue alcalde de 1917 a 1918.
En 1882, Thorne se mudó a Londres y encontró empleo en una fábrica de gas. Thorne se unió a la Federación Socialdemócrata (SDF) y se convirtió en secretario de rama. Apenas alfabetizado, Thorne mejoró sus habilidades de lectura con la ayuda de la hija de Karl Marx, Eleanor Marx.
En 1889, ayudó a fundar el Sindicato Nacional de Trabajadores del Gas y Obreros en General, uno de los Nuevos Sindicatos destacados y se convirtió en su secretario general. Mantuvo este puesto en el sindicato y sus sucesores, que se convirtieron en el GMWU en 1924, hasta 1934. Thorne también ayudó a organizar la huelga de los muelles de Londres en 1889.
Disputó varias elecciones como candidato laborista, antes de finalmente ganar un escaño en representación del West Ham South en las elecciones generales de 1906. Permaneció en el SDF cuando éste se convirtió en el Partido Socialista Británico. Thorne visitó la Unión Soviética poco después de la Revolución Rusa de 1917.
Ganó el escaño de Plaistow en 1918 con el 94,9% de los votos, un récord para un candidato laborista que se mantiene hasta el día de hoy. Lo mantuvo hasta su jubilación en las elecciones generales de 1945, a la edad de 87 años, siendo el miembro en funciones de mayor edad en ese momento.

## Familia
Thorne estuvo casado cuatro veces, con Harriet Hallam (casada en 1879, fallecida en 1895), Frances Emily Byford (conocida como Emily; casada en 1895, fallecida?) Rebecca Cecilia Sinclair (casada en 1925, fallecida en 1926) y Beatrice Nellie Collins (casada en 1930), quien le sobrevivió. Con Harriet tuvo cuatro hijos y tres hijas, y con Emily tres hijos y tres hijas. Su hijo, también llamado William, murió en combate durante la Primera Guerra Mundial.

## Premios / Conmemoraciones
Thorne fue nombrado Comandante de la Orden del Imperio Británico (CBE) en 1930 y Consejero Privado en 1945.
Una placa azul del Greater London Council, inaugurada en 1987, conmemora a Thorne en su casa, 1 Lawrence Road, E13 0QD, en West Ham. Además, el pabellón Will Thorne en Beckton Park en Beckton lleva el nombre de Thorne.
La oficina regional del GMB en Halesowen se llama Will Thorne House en honor al exlíder del NUGWGL (el NUGWGL/GMWU fue un componente fundador del GMB en 1982). Thorne Credit Union de GMB también lleva el nombre de Will Thorne.